# International HapMap Project
O International HapMap Project foi uma organização que visava desenvolver um mapa de haplótipos do genoma humano, para descrever os padrões comuns de variação genética humana. O HapMap é usado para encontrar variantes genéticas que afetam a saúde, doenças e respostas a drogas e fatores ambientais. As informações produzidas pelo projeto são disponibilizadas gratuitamente para pesquisa.
O HapMap Project foi uma colaboração entre pesquisadores de centros acadêmicos, grupos de pesquisa biomédica sem fins lucrativos e empresas privadas no Canadá, China (incluindo Hong Kong), Japão, Nigéria, Reino Unido e Estados Unidos. O projeto começou oficialmente com uma reunião de 27 a 29 de outubro de 2002, e esperava-se que durasse cerca de três anos. Os dados completos obtidos na Fase I foram publicados em 27 de outubro de 2005.  A análise do conjunto de dados da Fase II foi publicada em outubro de 2007.  O conjunto de dados da Fase III foi lançado na primavera de 2009 e a publicação apresentando os resultados finais do projeto foi publicada em setembro de 2010. 